# Герго Количев
Георги (Герго) Количев или Колич (на гръцки: Γεώργιος Κολίτσης, Георгиос Колицис) е български революционер, деец на ВМОРО, по-късно преминал на страната на гръцката въоръжена пропаганда в Македония.

## Биография
Герго Количев е роден в костурското село Поздивища, тогава в Османската империя, днес Халара, Гърция. Включва се в четите на ВМОРО. По-късно става турски шпионин и се присъединява към гръцката въоръжена съпротива срещу ВМОРО и оглавява гръцкия комитет в Поздивища заедно с поп Илия Попдимитров (Илияс Пападимитриу) и Ламброс Пападопулос. Подпомага четите на Георгиос Цондос.